# Salomão da Bretanha
Salomão da Bretanha (cerca de 830 - 28 de Junho de 874) foi Conde de Rennes e Nantes a partir de 852 e Duque da Bretanha de 857 até 874, a sua festa é realizada no dia 25 de Junho de cada ano. Ele passou a usar o título de rei da Bretanha após 868.
O seu nome provém do rei bíblico Salomão. Em língua bretã antiga o nome aparece como Salamuno e Salavuno, sendo que em bretão moderno aparece como Salaün.
Foi assassinado numa igreja em 25 de Junho de 874, tendo sido proclamado mártir pela igreja católica.
A vida de São Salomão aparece na "Crônica de Saint-Brieuc" (Chronicon Briocense), provavelmente escrito entre os ano de 1010 e o ano de 1040, é cerca de dois séculos após sua morte.

## Relações familiares
Foi filho de Rivalão III de Poher, rei da Bretanha. Casou com Vembrita, de quem teve:
1. Herveu da Bretanha (870 - 955) conde do Maine pelo casamento com Godilda do Maine (892 - 940), filha de Godofredo III do Maine Conde do Maine (? - 907) e de Godilda de França, filha esta do rei Carlos II de França "o Calvo".
2. Rivalão IV (? - 874).
3. Vigão cerca de 874.
4. Prostlão casado com Pascweten.
5. Guigão.

## Bibliografa
- A Herança Genética de D. Afonso Henriques, Luiz de Mello Vaz de São Payo, Universidade Moderna, 1ª Edição, Porto, 2002, página 290.